# Rheinbrücke Zurzach–Rheinheim
Die Rheinbrücke Zurzach–Rheinheim ist eine Straßenbrücke, die zwischen Bad Zurzach und Rheinheim den Hochrhein sowie die Grenze zwischen der Schweiz und Deutschland überspannt. Die Brücke ist für zwei Fahrstreifen und beidseitige Fußwege ausgelegt. Sie verknüpft im Straßennetz die rechtsrheinische deutsche Landesstraße 161 über ein Teilstück der L 162 durch die Ortschaft Rheinheim mit der linksrheinischen schweizerischen Hauptstrasse 7.

## Geschichte
Die Geschichte der Rheinbrücke beginnt mit dem ersten Zugriff der Römer bereits kurz vor der Jahrtausendwende 15 v. Chr. auf den heute süddeutschen Raum mit einer Flussüberquerung zwischen Zurzach und dem heutigen Kernort von Rheinheim. Hintergrund war die Grenzziehung entlang der Hochrheinlinie nach der Besetzung der Alpenregion durch zwei römische Armeen und die Bildung eines Brückenkopfes auf dem nördlichen Ufer unter Einrichtung eines Lagerkastells bei Dangstetten.

### Römerzeit
Eine steinerne Rheinbrücke wurde wahrscheinlich schon im 1. Jahrhundert n. Chr. errichtet – nachgewiesen wurde sie 1985 durch die Bergung mehrerer Holzpfähle im Flussbett und einer mittels der Dendrochronologie möglichen Datierung auf um 368 n. Chr. Zu dieser Zeit bauten Römer den damaligen Stützpunkt Tenedo, an der Heeresstraße von Vindonissa nach Juliomagus liegend, mit dem Doppelkastell Kirchlibuck-Sidelen aus.

### Brückenbau im Mittelalter
1985 wurde auch festgestellt, dass sich näher an der heutigen Brücke noch eine weitere befand und diese „untere Brücke aus dem 13. Jahrhundert stammt.“ Mitte des 13. Jahrhunderts, um 1250, liegt der Übergang der Herrschaft vom letzten Küssenberger Grafen an das Bistum Konstanz. Es ist wahrscheinlich, dass damals unter diesem mächtigen Bistum die mittelalterliche Brücke neu erbaut wurde. Daraus lässt sich auch schließen, dass die römische Steinbrücke entweder zerstört wurde oder im Lauf der Jahrhunderte auch infolge der zahlreichen Hochwasser zerfallen war.
Die mittelalterliche Brücke begründete die Bedeutung von Zurzach als Messeplatz „im grossen wirtschaftlichen Aufschwung, den Zentraleuropa im 14. und 15. Jahrhundert erlebte“, auch im Zusammenhang als Wallfahrtsort der heiligen Verena. Zu diesem Zeitpunkt waren auch die Flüsse „Rhein, Aare, Limmat und Reuss“ zur Schifffahrt benutzt, sodass Tausende Besucher zu den Messen (im Frühjahr im Mai) kamen. Auch in Rheinheim herrschte zu dieses Zeiten ein reges Markttreiben. Der Brückenbau im 13. Jahrhundert begünstigte auch den Weg der Pilger nach Santiago de Compostela. Damit erhielt auch die vermutlich schon römische Straßenstation anstelle des heutigen Gasthaus Der Engel als Herberge neuen Aufschwung.
Jedoch war die mittelalterliche Brücke nicht von großer Dauer: „Nach dem Abgang der Rheinbrücke (Hochwasser 1343?) besorgten Fähren bis 1907 den Verkehr über den Rhein.“ (A. Hitber, Bezirksmuseum „Höfli“, S. 42 und 46). Die Anlegestelle auf der Schweizer Seite befand sich vor dem Mandacher Schlösschen.

### Gegenwart
Auf Initiative des Fabrikanten Jakob Zuberbühler entstand Anfang des 20. Jahrhunderts wieder eine feste Rheinquerung, die 1907 eingeweiht wurde. Die Fertigstellung war für 1906 geplant, allerdings stürzte infolge eines Hochwassers am 21. Mai 1906 das hölzerne Montagegerüst einschließlich des noch nicht fertig montierten Brückenüberbaus ein. Das Bauwerk kostete rund 200.000 Schweizer Franken.

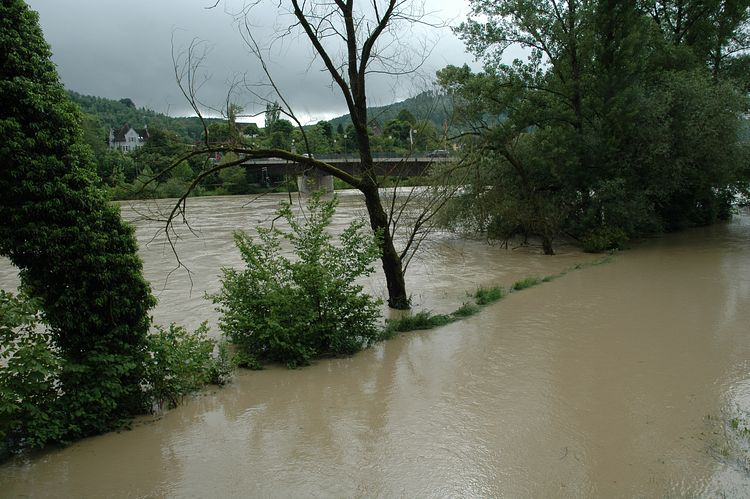
Hochwasser am 1. Juni 2013 oberhalb der Rheinbrücke bei Rheinheim

Der damalige Überbau bestand aus zwei stählernen, parallelgurtigen Fachwerkträgern, die in Längsrichtung den Durchlaufträger als Bauwerkssystem aufwiesen und mit drei Öffnungen den Rhein überspannten. In Querrichtung war der Überbau als Trogquerschnitt ausgebildet. Zwischen den beiden Fachwerkträgern, die 6,0 m hoch waren und einen Achsabstand von 6,0 m besaßen, lag die Fahrbahnplatte. Der Überbau wies eine Masse von 340 t auf.
1977 erfolgte eine umfangreiche Instandsetzung der Brücke, die bei Stützweiten von 48,57 m in den beiden Randfeldern und 59,36 m in der mittleren Öffnung eine Länge von 156,5 m aufweist. Der alte Überbau wurde durch einen Stahlverbundquerschnitt mit obenliegender Fahrbahn und zirka 10 m Breite ersetzt. Dabei kam ein wetterfester Stahl mit einer Gesamtmasse von 216 t zur Anwendung. Außerdem wurde in Brückenmitte auf der Unterstromseite eine Plastik der Schutzpatronin, der Heiligen Verena, aufgestellt.
Ein Übergang für Fußgänger und Radfahrer befindet sich in östlicher Richtung entlang des Bauwerks des Kraftwerk Reckingen.